# Francisco José Resende
Francisco José Resende de Vasconcelos (Porto, 9 de dezembro de 1825 — Porto, 30 de novembro de 1893) foi um pintor romântico, escultor e professor de Belas Artes, durante mais de trinta anos, na Academia Portuense de Belas Artes. Era pai da pintora Clara de Resende.

## Biografia

### Nascimento e Família
Nascido a 9 de dezembro de 1825 na cidade do Porto, Francisco José Resende de Vasconcelos era filho de Alexandre José Resende de Vasconcelos, capitão do exército português, e de Maria do Carmo de Meireles Brandão, ambos provenientes de famílias portuenses da alta burguesia. Desde pequena idade, frequentou os círculos intelectuais e artísticos da sociedade portuense, tendo completado os seus estudos na Aula de Primeiras Letras do professor Francisco Pereira Leite e travado uma longa e próxima amizade com o escritor Camilo Castelo Branco até ao fim da sua vida.

### Formação Artística
Com 16 anos, ingressou na Academia Portuense de Belas-Artes, onde cursou Desenho, de 1841 a 1845, e Pintura Histórica, de 1845 a 1849, tendo sido aluno dos pintores Francisco António da Silva Oirense, Tadeu Maria de Almeida Furtado, Joaquim Rodrigues Braga e Domingos Pereira de Carvalho. Em 1848, após participar na Exposição Trienal da Academia, conheceu o pintor suíço, naturalizado português, Augusto Roquemont, que se fixara na cidade, tornando-se discípulo deste, pouco tempo depois.

### Primeiros Anos no Porto

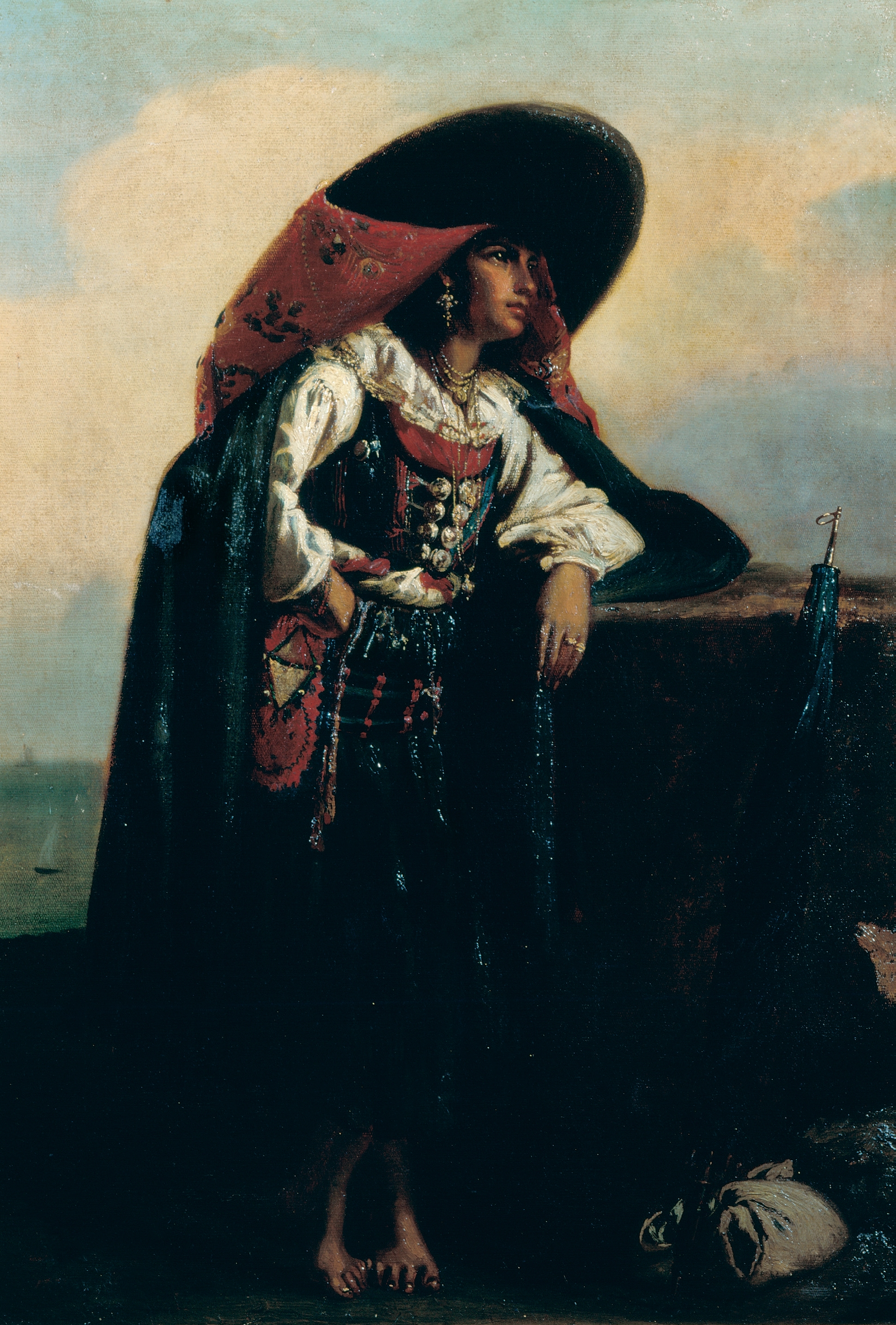
Camponesa de Ílhavo, obra de Francisco José Resende (1867)

Em 1849, juntou-se à Sociedade Académico-Dramática, onde se estreou como ator amador em algumas peças teatrais, realizando ao mesmo tempo os seus primeiros trabalhos como cenógrafo para várias obras realizadas no antigo Teatro Camões, situado no Porto.
No ano seguinte, instalou o seu atelier na Rua de Santo António e pintou a sua primeira obra encomendada, "Fogueira de Rapazes", para a porta do fogão de sala do palacete do Conde do Bolhão. Liberto da influência académica, Francisco José Resende começou a utilizar um cromatismo vigoroso nas suas obras e a dedicar-se essencialmente à captação de cenas de costumes, onde o quotidiano rural, os ofícios tradicionais e manuais, ou os trajes regionais dos seus protagonistas, eram as peças centrais. Representou varinas, lavadeiras, pescadores, agricultores, feirantes, moliceiros, pastores, vareiros, pedintes e camponeses, entre tantos outros, e apesar de não apreciar realizar retratos, realizou inúmeros para várias figuras da alta sociedade portuguesa, por encomenda, como o do Visconde de Seabra, de modo a ter o seu sustento como artista.

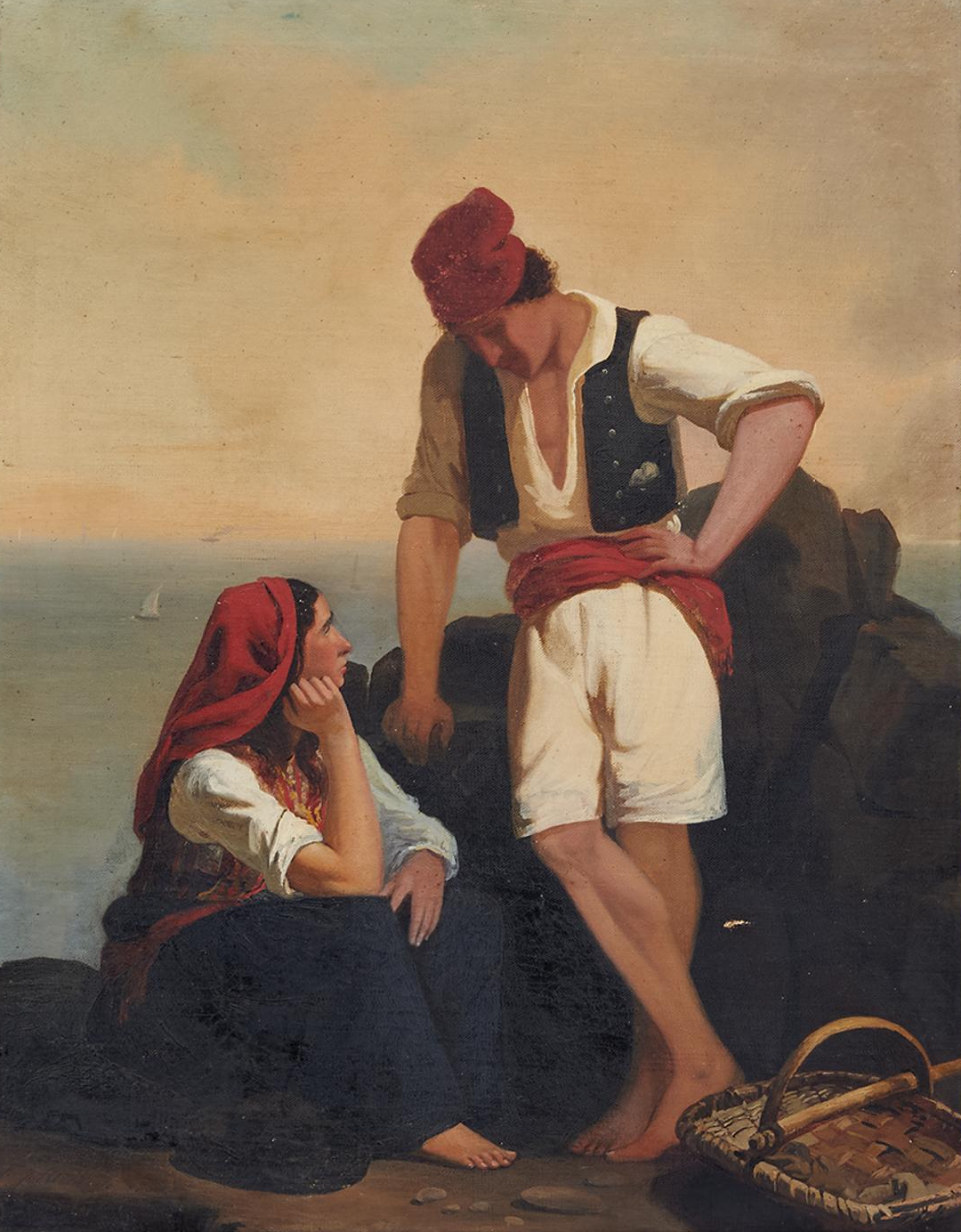
Varina e Pescador, obra de Francisco José de Resende (1859)

Em 1851, foi convidado a tomar posse como professor substituto da cadeira de Pintura Histórica na Academia Portuense de Belas Artes e participou novamente na Exposição Trienal da Academia, expondo 10 obras, pintadas a óleo sobre tela, sendo a pintura "Vareira vendendo sardinhas" a mais aclamada pela crítica.

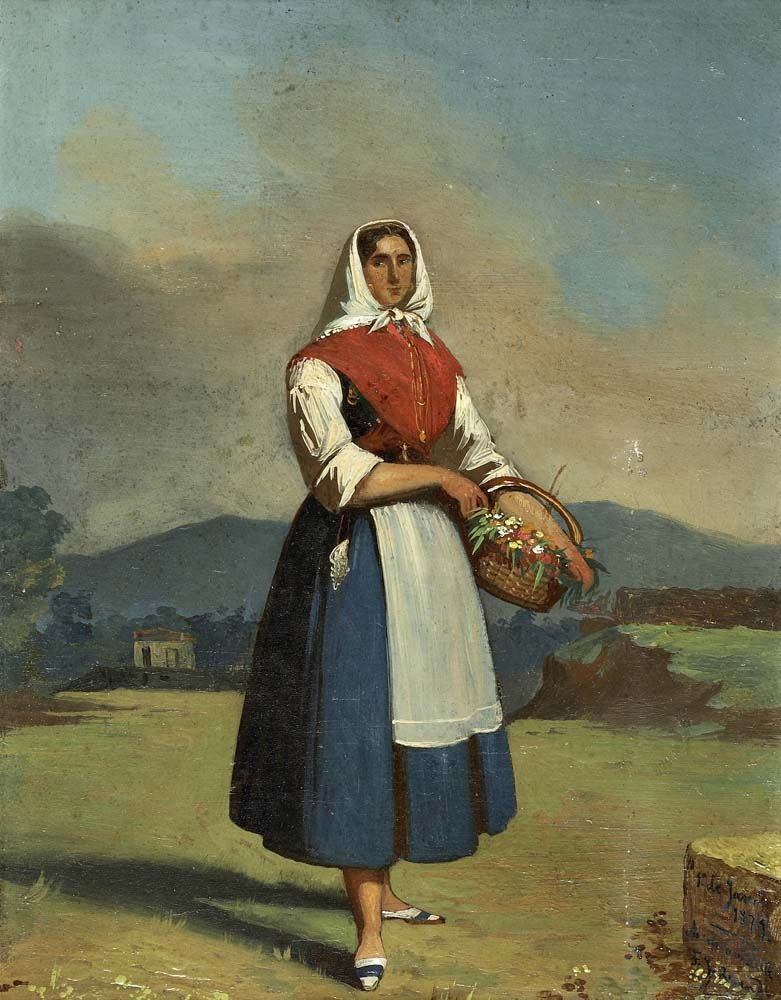
Vendedeira de flores, obra de Francisco José Resende (1879)

### Mecenato Real em Paris
No início de 1852, após a morte do mentor Augusto Roquemont, Francisco José Resende decidiu dar um novo rumo à sua vida e aproveitando a passagem da família real pelo Porto, foi apresentado a D. Fernando II no dia 4 de Maio, no Palácio dos Carrancas. Por essa ocasião, ofereceu ao rei e mecenas das artes várias obras da sua autoria, entre as quais se encontrava a "Vareira", recebendo vários elogios sobre o seu talento e a promessa de ser apadrinhado com uma pensão para o artista continuar os seus estudos no estrangeiro. Poucos meses depois, após expor a obra "Camponesa dos Carvalhos" no Museu Allen, D. Fernando II cumpriu a sua promessa e concedeu ao pintor uma bolsa de estudo.

Em 1853, Francisco José Resende regeu ainda as cadeiras de Modelo Vivo e de Pintura Histórica na Academia Portuense de Belas Artes e a 12 de julho partiu para Paris, onde frequentou as aulas do mestre francês Adolphe Yvon e estudou dezenas de quadros do Museu do Louvre, copiando a mestria dos seus artistas nas suas aulas. A sua primeira estadia na capital francesa foi no entanto de curta duração, tendo Francisco José Resende sofrido uma nevralgia cerebral que o obrigou a regressar ao Porto em novembro desse mesmo ano.

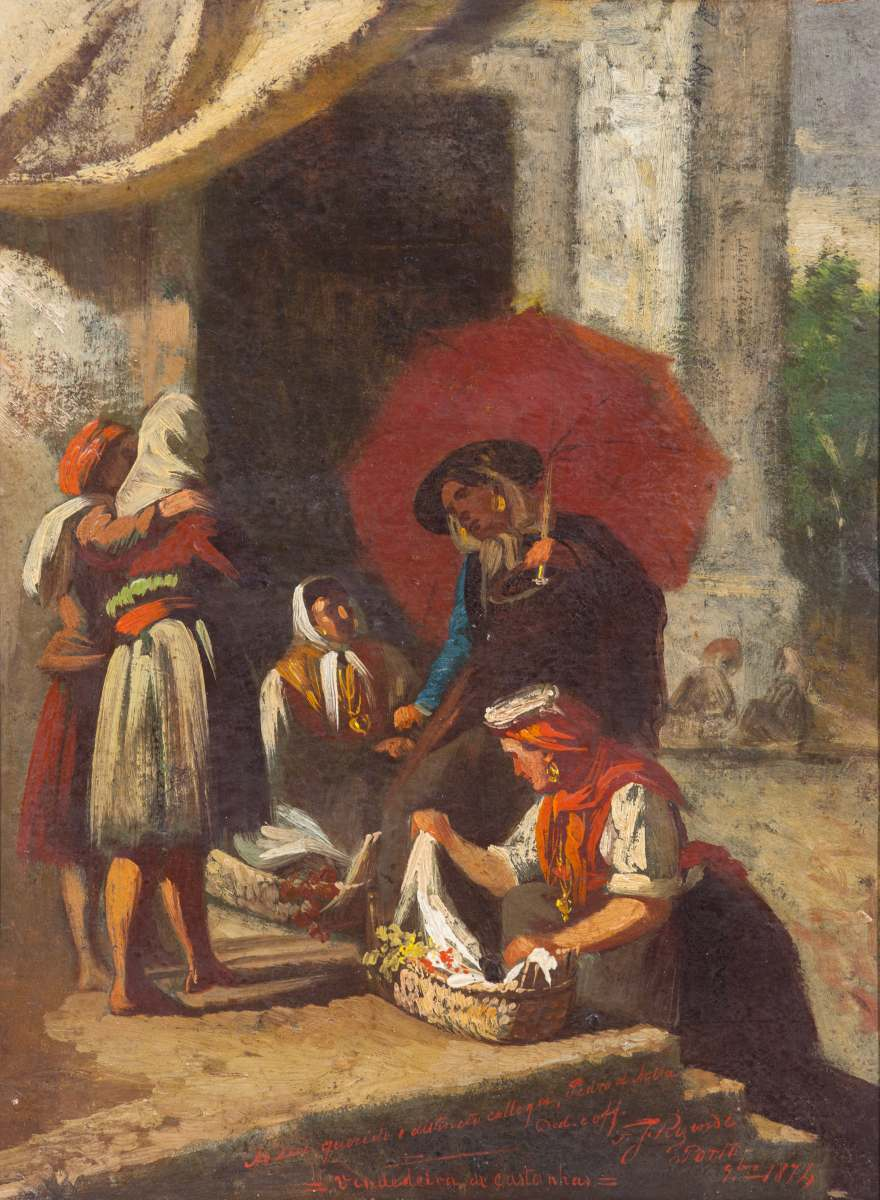
Vendedeira de Castanhas, obra de Francisco José de Resende (1874)

Restabelecido, o pintor voltou a Paris, a 11 de maio de 1854, prosseguindo uma vez mais as aulas de desenho com o seu mestre Adolphe Yvon. Visitou museus, galerias e inúmeras exposições de arte por toda a cidade, estudou e retirou inspiração das obras do pintor flamengo Peter Paul Rubens, começou a experimentar novas técnicas e viajou até Londres, onde conheceu e posteriormente se casou com a inglesa Caroline Wilson, nascendo do seu casamento a sua única filha Claire Wilson de Resende, conhecida como Clara de Resende, em Paris, no ano de 1855. Apesar do seu sonho de ir estudar para o estrangeiro se ter realizado, durante a sua segunda estadia, o pintor viveu tempos conturbados, não conseguindo expor as suas obras ou ver o seu trabalho reconhecido na cidade da luz, acabando também por se separar de Caroline pouco depois do nascimento da sua filha.

### Regresso a Portugal
De regresso a Portugal no final de 1855, com a total tutela da sua filha, apesar de terem surgido alguns rumores e escândalos na sociedade portuense, nomeadamente sobre os seus amores e desamores enquanto vivia em França ou ainda sobre algumas obras que apresentou consideradas fora dos cânones clássicos ou tradicionais das escolas de arte portuguesas, Francisco José Resende continuou a pintar no seu atelier e, a partir de 1857, a dar aulas de Desenho de Modelo Nu na Academia Portuense de Belas Artes. Imune às polémicas, em 1858, o pintor partiu para Lisboa, reencontrando-se com o seu mecenas, D. Fernando II, que lhe ofereceu um botão de camisa com um diamante em troca dos quadros "Miséria" e "Tasso no Hospital".

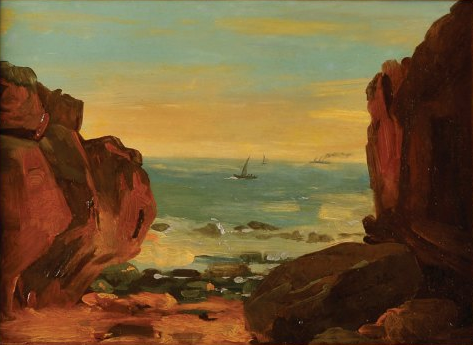
Marinha (Foz do Douro), obra de Francisco José Resende (1879)

### Colaborações, Exposições e Obras Realizadas
Na década que se seguiu, o pintor escreveu textos sobre crítica de arte, colaborou com o periódico Eco Popular, O Comércio do Porto e Diário Mercantil, continuou a pintar retratos por encomenda, nomeadamente do Conde de Ferreira, D. Pedro V, D. Fernando II e do Barão de Glória, viajou pelo Reino Unido, Alemanha, França e Bélgica durante o ano de 1862, regeu a aula de Pintura da Academia Portuense de Belas Artes em 1869, e participou, sempre acompanhado pela sua filha, em várias exposições nacionais e internacionais, designadamente na Exposição Industrial Portuense (1861), na Exposição Trienal da APBA (1860, 1863 e 1866), no Salão da Promotora (1866 e 1868), na Exposição Internacional do Porto (1865) e na Exposição Universal de Paris (1867), com a obra "Camões salvando "Os Lusíadas"".

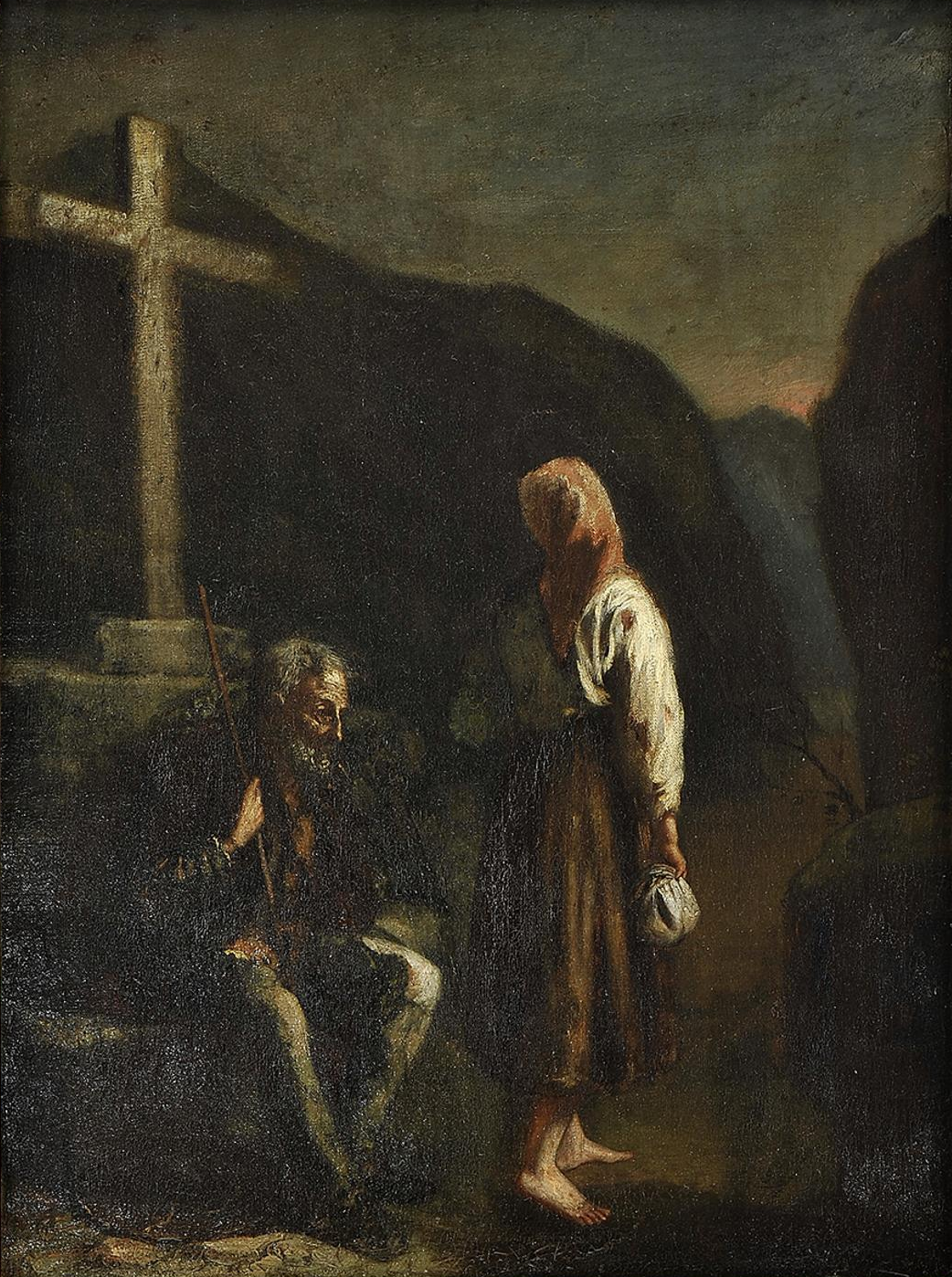
Pedinte junto a um cruzeiro, obra de Francisco José Resende

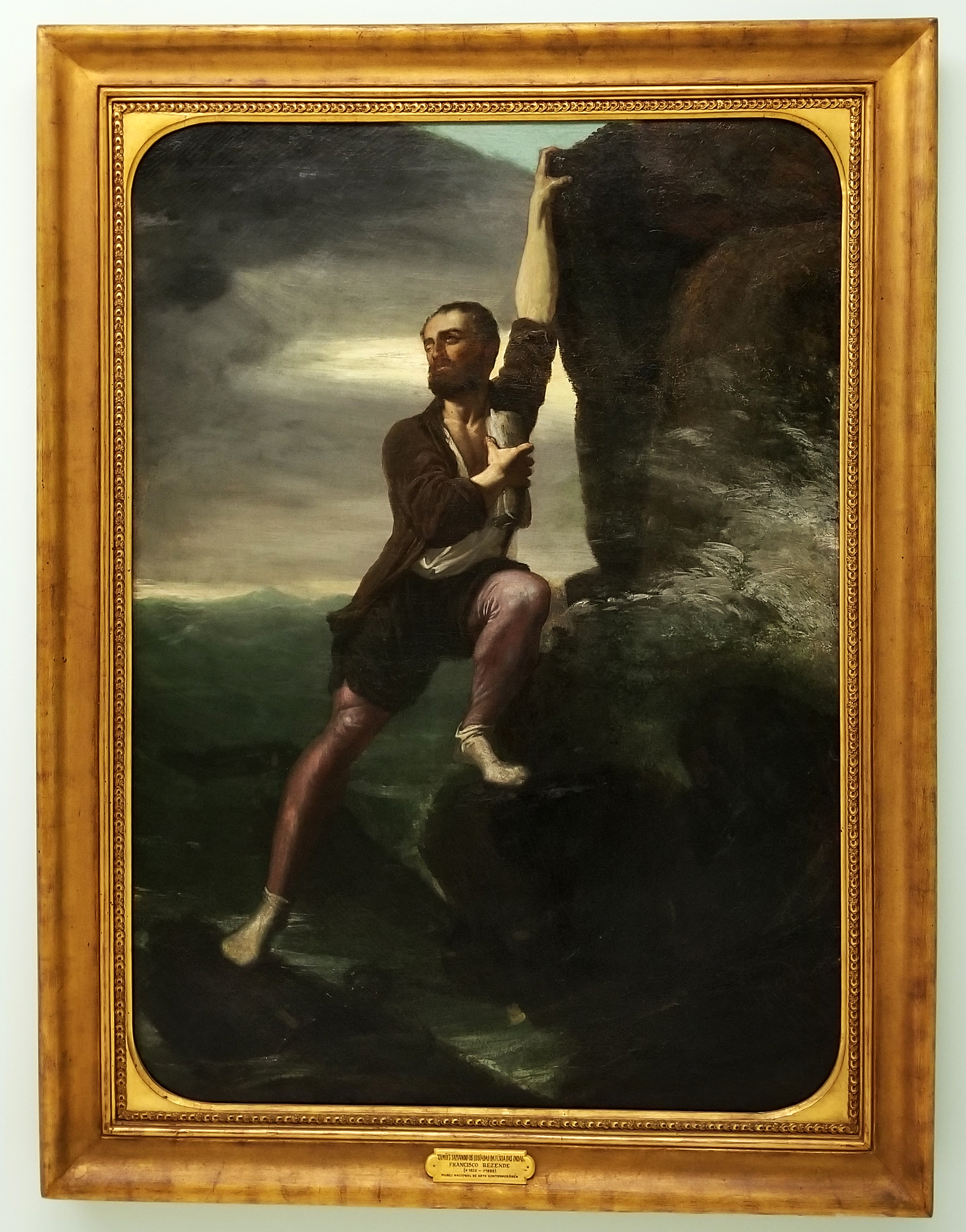
Camões salvando "Os Lusíadas", obra de Francisco José Resende (1867), exposta no Museu Nacional de Arte Contemporânea do Chiado em Lisboa.

Nos anos setenta, Francisco José Resende continuou a realizar novas obras, participando na Exposição da Sociedade Promotora (1870), Exposição de Belas-Artes de Madrid, Exposição Universal de Londres (1872), XI Exposição Trienal da Academia (1874) e novamente na Exposição Universal de Paris (1878), sobre a qual escreveu para jornal O Primeiro de Janeiro. Realizou ainda exposições individuais, onde a receita das suas obras revertia para acções de caridade, e começou também a pintar obras de estilo naturalista, inspirando-se nas paisagens minhotas e na foz do Douro.
Em 1880, Clara de Resende, que também era pintora, começou a sofrer de uma doença degenerativa que lhe deformou as mãos. Desde então até ao final da sua vida, Francisco José Resende cuidou da sua filha, ausentando-se raramente ou por pouco tempo do seu lado, viajando por várias ocasiões a Paris ou aos Pirenéus, onde Clara foi inicialmente tratada. 
Ainda na década de oitenta, o pintor escreveu sobre a exposição de Belas Artes no Salão Camoniano (1880), voltou a concorrer com obras suas na Exposição de Belas-Artes de Madrid (1881) e na Exposição Universal de Paris (1889), travou amizade com o professor e pintor francês William-Adolphe Bouguereau, realizou inúmeras obras, encomendadas por instituições, e várias ilustrações sobre os costumes tradicionais portugueses para a revista quinzenal Portugal Pittoresco, assim como leiloou quadros para ajudar os pescadores do Furadouro, em Ovar, e as famílias das vítimas do incêndio do Teatro Baquet.
Pintou também o retrato de várias famílias reais europeias, como o príncipe Humberto I da Itália, D. Luís I, D. Carlos, D. Maria Pia, ou ainda várias personalidades marcantes da sociedade portuguesa e internacional, como o Marquês de Pombal, a empresária D. Antónia Ferreira, o compositor António Soller, o fotógrafo Carlos Relvas ou o químico francês Louis Pasteur, recebendo pelo seu trabalho como retratista a condecoração da Cruz de Cavaleiro de São Maurício e São Lázaro, pelo rei Vítor Manuel II da Itália. 

### Últimos Anos de Vida
Durante os seus últimos anos de vida, o pintor começou a sofrer de dispepsia, viajando, no início de 1891, com a sua filha ao Gerês, onde procurou tratar da sua condição. Faleceu no Porto a 30 de novembro de 1893, com 67 anos de idade, sendo sepultado no Cemitério de Agramonte.

## Obras
A sua obra encontra-se atualmente em colecções privadas e museológicas, sendo possível encontrar exemplares em leilões de arte ou no Museu Nacional de Arte Contemporânea do Chiado, em Lisboa, no Museu Nacional de Soares dos Reis e na Casa Museu Fernando de Castro, no Porto.
- Lista de pinturas de Francisco José Resende

## Legado e Homenagens
Ainda em vida, foi condecorado com a Cruz de Cavaleiro de São Maurício e São Lázaro, pelo rei Vítor Manuel II da Itália. 
Na toponímia local, o seu nome foi atribuído a várias ruas e avenidas nos concelhos de Gondomar, Sintra (Queluz), Lisboa e até em São Paulo, no Brasil, após ter ficado conhecido em terras brasileiras pelas obras que vendeu ao Conde de Leopoldina. 
Postumamente, foram realizadas várias retrospectivas e exposições comemorativas da obra do pintor romântico portuense, nomeadamente em 2012, na Casa dos Patudos, em Alpiarça, e em 2011, no Museu Nacional de Soares dos Reis, no Porto.
Em setembro de 2018, foi realizada uma exposição temporária no Museu do Chiado, em Lisboa, com várias fotografias, até então, desconhecidas do fotógrafo Carlos Relvas (1838-1894), que permitiram um novo olhar sobre a sociedade portuguesa de oitocentos, estando incluídas algumas fotografias do pintor Francisco José Resende, com quem o autor mantinha uma próxima amizade.